# Altaj (ajmak kobdoski)
Altaj (mong.: Алтай сум, Алтай; pismo mongolskie: ᠠᠯᠲᠠᠢᠰᠤᠮᠤ ᠰᠤᠮᠤ) – somon i miejscowość w Mongolii, w ajmaku kobdoskim. W 2010 roku zamieszkany był przez 2 849 osób.